# Капучини I (Рагуза)
Капучини I је насеље у Италији у округу Рагуза, региону Сицилија.
Према процени из 2011. у насељу је живело 108 становника. Насеље се налази на надморској висини од 408 м.